# PSNR
Пікове співвідношення сигналу до шуму (англ. peak signal-to-noise ratio) позначається абревіатурою PSNR і є інженерним терміном, що означає співвідношення між максимумом можливого значення сигналу та потужністю шуму, що спотворює значення сигналу. Оскільки більшість сигналів мають широкий динамічний діапазон, PSNR зазвичай вимірюється логарифмічною шкалою в децибелах.
PSNR найчастіше використовується для вимірювання рівня спотворень при стисканні зображень. Найпростіше його визначити через середньоквадратичне відхилення (СКВ або MSE (англ. mean square error)), яке для двох монохромних зображень I та K розміру m×n, одне з яких вважається зашумленими наближенням іншого, обчислюється наступним чином:
{\displaystyle {\mathit {MSE}}={\frac {1}{mn}}\sum _{i=0}^{m-1}\sum _{j=0}^{n-1}|I(i,j)-K(i,j)|^{2}}
PSNR визначається наступним чином:
{\displaystyle {\mathit {PSNR}}=10\log _{10}\left({\frac {{\mathit {MAX}}_{I}^{2}}{\mathit {MSE}}}\right)=20\log _{10}\left({\frac {{\mathit {MAX}}_{I}}{\sqrt {\mathit {MSE}}}}\right)}
де MAXI — це максимальне значення, яке приймається пікселем зображення. Коли пікселі мають розрядність 8 біт, MAXI = 255. В загальному випадку, коли значення сигналу представлені лінійно (PCM) з B битами на кожне значення, максимально можливе значення MAXI буде 2B−1.
Слід зазначити, що термін «Пікове відношення сигналу до шуму» є часто вживаним, але не зовсім вірним дослівним перекладом англійського терміна «peak signal-to-noise ratio». Правильним перекладом буде «Співвідношення пікового рівня сигналу до шуму». Тут враховується той факт, що при обчисленні PSNR обчислюється саме відношення максимально можливого («пікового») сигналу по відношенню до рівня шуму, а не шукається максимальне («пікове») відношення обчисленого значення сигнал/шум, як можна було б зрозуміти з невірного дослівного перекладу.
Для кольорових зображень з трьома компонентами RGB на піксель застосовується таке ж визначення PSNR, але MSE рахується по всіх трьох компонентам (і ділиться на потроєний розмір зображення).
Типові значення PSNR для стиснення зображень лежать в межах від 30 до 40 dB. [Архівовано 7 вересня 2013 у Wayback Machine.]